# Erycibe forbesii
Erycibe forbesii är en vindeväxtart som beskrevs av David Prain. Erycibe forbesii ingår i släktet Erycibe och familjen vindeväxter. Inga underarter finns listade i Catalogue of Life.